# بلدیه
بلدیّه (شهرداری)، واژه‌ای در فارسی، عربی، ترکی و دیگر زبان‌های سرزمین‌های اسلامی برای تشکیلات نوین ادارهٔ شهر از نوع اروپایی آن، در مقابل شکل‌های متقدم سازمان شهری در اسلام می‌باشد؛ این اصطلاح، ابتدا در ترکیه، که نهادها و خدمات شهری به شیوهٔ غربی به صورت بخشی از «تنظیمات» وارد شد، پدید آمد.
بَلَدْ واژه‌ای عربی است و به معنای شهر است و «بلدیه» نام قدیم شهرداری است.
در لغت‌نامهٔ دهخدا به معنی مؤسسه‌ای در هر شهر که در کار نظافت و خوبی آب و نان و چراغ و سوخت و خواربار صحت نظر دارد. در اواخر دورهٔ قاجاریان با تشکیل اداره‌ای موسوم به احتسابیه ساماندهی امور شهری وارد دورهٔ تازه‌ای شد. در سال ۱۲۸۵ ه‍.ش نیز با تشکیل نظام مشروطه در ایران و تأثیر فرهنگ و قوانین اروپایی، قانونی در راستای ادارهٔ شهر تدوین گردید. در دورهٔ مشروطیت، بلدیه یا همان سازمان شهرداری با مفهوم امروزی، به‌صورت رسمی تأسیس شد و آغاز به فعالیت کرد.[۱]
نخستین بلدیه که براساس قانون بلدیه مصوب ۱۲۸۶ ه‍.ش تأسیس شد، شهرداری تهران بود که با تشکیلات جدید پس از تصویب قانون پایه‌گذاری شد و با تشکیلات جدید آغاز به کار کرد. پس از آن تا سال ۱۳۰۴، یعنی آغاز سلطنت پهلوی اول، مجموعاً ۱۶ بلدیه در ایران تأسیس شد. ریاست ادارهٔ بلدیه بر عهدهٔ رئیس انجمن بلدیه بود که از میان اعضای انجمن بلدیه با بیشینهٔ آرا انتخاب می‌شد و عنوان وی «کلانتر» بود